# Itsuki Urata
Itsuki Urata (japanisch 浦田 樹 Urata Itsuki; * 29. Januar 1997 in der Präfektur Tokio) ist ein japanischer Fußballspieler, der meist auf der Position des Linksverteidigers eingesetzt wird.

## Karriere
Urata erlernte das Fußballspielen in der Jugendmannschaft von JEF United Chiba. Seinen ersten Vertrag unterschrieb er 2015 bei JEF United Chiba. Der Verein spielte in der zweithöchsten Liga des Landes, der J2 League. 2016 wurde er an den Drittligisten FC Ryukyu ausgeliehen. Für den Verein absolvierte er acht Ligaspiele. 2017 wurde er an den Drittligisten Giravanz Kitakyushu ausgeliehen. Für den Verein absolvierte er 39 Ligaspiele. 2019 wechselte er zu Sorja Luhansk.
Im August 2020 wechselte Urata in die höchste kroatische Spielklasse zu NK Varaždin.
Mit Ablauf seines Vertrages schloss er sich im Juni 2023 dem slowenischen Rekordmeister NK Maribor an. Mit dem Club nahm er an der Qualifikation für die UEFA Europa Conference League teil, scheiterte allerdings in der 3. Runde.